# Ковалевка (Куюргазинський район)
Ковале́вка (рос. Ковалёвка, башк. Ковалевка) — присілок у складі Куюргазинського району Башкортостану, Росія. Входить до складу Ленінської сільської ради.
Населення — 81 особа (2010; 91 в 2002).
Національний склад:
- росіяни — 64%